# Список ссавців острова Святої Єлени
Список ссавців, записаних на території острова Святої Єлени містить перелік із 20 видів (усі — морські). Цей невеликий, 121 км², з тропічним кліматом і вулканічним ландшафтом острів, розміщений приблизно на півдорозі від Африки до Північної Америки, тому не має місцевих наземних ссавців. Проте у водах острова мешкають деякі морські ссавці.

## Природоохоронні статуси
Із зазначених у таблиці видів, 2 перебувають під загрозою зникнення, 1 є уразливим, 1 — близький до загрозливого стану, для 5 видів недостатньо даних.
Для позначення охоронних статусів видів за оцінками МСОП використано такі скорочення:
| EN | Endangered      | Види під загрозою вимирання         |
| VU | Vulnerable      | Уразливі види                       |
| NT | Near Threatened | Види, близькі до загрозливого стану |
| LC | Least Concern   | Найменший ризик                     |
| DD | Data Deficient  | Даних недостатньо                   |

## Список
| №         | Українська назва             | Латинська назва            | Автор таксона               | Статус МСОП | Зображення |
| --------- | ---------------------------- | -------------------------- | --------------------------- | ----------- | ---------- |
| 1e-06     | Ряд Хижі                     | Carnivora                  | Bowdich                     |             |            |
| 2e-06     | Родина Вухаті тюлені         | Otariidae                  | Gray, 1825                  |             |            |
| 1         | —                            | Arctocephalus tropicalis   | (J.E. Gray, 1872)           | LC          |            |
| 1.000003  | Родина Тюленеві              | Phocidae                   | Gray, 1821                  |             |            |
| 2         | Південний морський слон      | Mirounga leonina           | (Linnaeus, 1758)            | LC          |            |
| 2.000004  | Ряд Китоподібні              | Cetacea                    | Brisson, 1762               |             |            |
| 2.000005  | Родина Смугачеві             | Balaenopteridae            | Gray, 1864                  |             |            |
| 3         | Смугач сейвал                | Balaenoptera borealis      | Lesson, 1828                | EN          |            |
| 4         | Кит синій                    | Balaenoptera musculus      | (Linnaeus, 1758)            | EN          |            |
| 5         | Горбатий кит                 | Megaptera novaeangliae     | (Borowski, 1781)            | LC          |            |
| 5.000006  | Родина Дельфінові            | Delphinidae                | Gray, 1821                  |             |            |
| 6         | Гринда короткоплавцева       | Globicephala macrorhynchus | Gray, 1846                  | LC          |            |
| 7         | Косатка                      | Orcinus orca               | (Linnaeus, 1758)            | DD          |            |
| 8         | Псевдокосатка                | Pseudorca crassidens       | Owen, 1846                  | NT          |            |
| 9         | Стенелла пантропічна         | Stenella attenuata         | (Gray, 1846)                | LC          |            |
| 10        | Стенелла смугаста            | Stenella coeruleoalba      | (Meyen, 1833)               | LC          |            |
| 11        | Стенелла плямиста атлантична | Stenella frontalis         | (G. Cuvier, 1829)           | LC          |            |
| 12        | Стенелла довгорила           | Stenella longirostris      | (Gray, 1828)                | LC          |            |
| 13        | Стено                        | Steno bredanensis          | (G. Cuvier in Lesson, 1828) | LC          |            |
| 14        | Афаліна звичайна             | Tursiops truncatus         | (Montagu, 1821)             | LC          |            |
| 14.000007 | Родина Кашалотові            | Physeteridae               | Gray, 1868                  |             |            |
| 15        | Когія короткоголова          | Kogia breviceps            | (Blainville, 1838)          | DD          |            |
| 16        | Когія плосконоса             | Kogia sima                 | (Owen, 1866)                | DD          |            |
| 17        | Кашалот                      | Physeter macrocephalus     | Linnaeus, 1758              | VU          |            |
| 17.000008 | Родина Дзьоборилові          | Ziphiidae                  | Gray, 1850                  |             |            |
| 18        | Ременезуб Бленвіля           | Mesoplodon densirostris    | (Blainville, 1817)          | DD          |            |
| 19        | Кит Жерве                    | Mesoplodon europaeus       | (Gervais, 1855)             | DD          |            |
| 20        | Справжній дзьоборил          | Ziphius cavirostris        | G. Cuvier, 1823             | LC          |            |